# Fritz Weigert
Fritz Weigert (geboren 18. September 1876 in Berlin; gestorben 13. April 1947) war ein deutscher Photochemiker.

## Leben
Fritz Weigert studierte 1895 bis 1899 Chemie in Berlin und Heidelberg und wurde 1899 in Berlin promoviert. Danach war er an verschiedenen Forschungseinrichtungen. 1908 habilitierte er sich in Berlin in Physikalischer Chemie und war bis 1914 Privatdozent an der Universität Berlin. Von 1914 bis 1935 war er planmäßiger außerordentlicher Professor für Photochemie und wissenschaftliches Photographieren an der Universität Leipzig.
Von der Entlassung jüdischer Mitarbeiter der Universität Leipzig 1933 war er zunächst nicht betroffen, da er im Ersten Weltkrieg Soldat an der Front gewesen war, wurde dann aber 1935 auf Anweisung des Reichsstatthalters von Sachsen Martin Mutschmann wie andere jüdische Wissenschaftler doch noch entlassen (offiziell warf man ihm seine pazifistische Haltung und die Unterzeichnung des Gumbel-Aufrufs vor),  und ging nach England, wo er Direktor eines Krebsforschungsinstituts in Northwood in Middlesex war.
Er war ein Schüler von Wilhelm Ostwald. Er arbeitete über Photodichroismus, sensibilisierte Gasreaktionen und polarisierte Fluoreszenz in Farbstofflösungen.

## Schriften (Auswahl)
- Die chemischen Wirkungen des Lichts, Sammlung chemischer und chemisch-technischer Vorträge 17, Stuttgart: Enke 1911
- Optische Methoden der Chemie, Leipzig: Akademische Verlagsgesellschaft 1927